# Strijd om Rome
Strijd om Rome is een historische roman geschreven door de Duitse schrijver Felix Dahn (met als originele titel Ein Kampf um Rom, verschenen in 1876). Het boek genoot tot aan de Tweede Wereldoorlog een grote populariteit, vooral bij jongens tussen de 12 en de 15. Ook daarna verschenen nog de nodige herdrukken, maar doordat het boek ten onrechte geïdentificeerd met het Germaanse ideaalbeeld van de nationaalsocialisten nam de belangstelling voor dit werk bij jongeren sterk af. Wel werd het boek als symbool van de Germaanse mythe in Duitsland in toenemende mate object van historisch onderzoek.

## Films
Dit boek is verfilmd door Robert Siodmak met in de hoofdrol Orson Welles. Dit resulteerde in twee delen:
- Kampf um Rom I (1968)
- Kampf um Rom II - Der Verrat (1969)